# Lewisburg (Ohio)

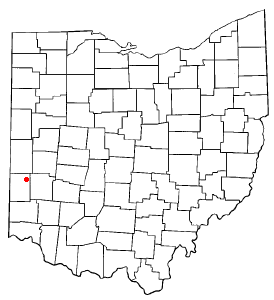
Lewisburg na planie stanu Ohio

Lewisburg – wieś w USA, w hrabstwie Preble, w stanie Ohio.
Według danych z 2000 roku wieś miała 1820 mieszkańców.